# GAZ-51
Il GAZ-51 era un autocarro medio prodotto in Unione Sovietica nel 1946-1975 dalla Gor'kovskij avtomobil'nyj zavod di Nižnij Novgorod. Il design originale è stato sviluppato alla fine degli anni '30 ed era una copia di un progetto di camion Dodge. Aveva un carico utile di circa 2,5 tonnellate. Sebbene il progetto fosse relativamente affidabile e robusto, la Grande Guerra Patriottica ne avrebbe ritardato lo sviluppo. Durante l'esperienza ottenuta dalla guerra con i veicoli stranieri dall'accordo Legge degli affitti e prestiti, i prototipi GAZ-51 avrebbero ora utilizzato una versione modificata della cabina Studebaker US6.
Inizialmente un progetto 4x2, è stato successivamente affiancato da una variante 4x4, il camion GAZ-63. Entrambe le varianti erano alimentate da motori a 6 cilindri da 3485 cc da 70 CV (51 kW), provenienti dalla GAZ 11-73. Il GAZ-63s fu prodotto con alcune modifiche fino al 1968 e la produzione del GAZ-51 continuò fino al 2 aprile 1975. I camion sono stati prodotti su licenza sovietica anche in Polonia (come FSC Lublin-51), Corea del Nord (come Sungri-58) e Cina (come Yuejin NJ-130/230).
Come altri camion, il GAZ-51 e il 63 sono stati realizzati in innumerevoli versioni, tra cui camion a pianale, furgoni, autobus e molti altri.
I camion GAZ-51 e 63 sono stati esportati in tutto il blocco orientale e hanno avuto molto successo.
Poiché il design del camion si è dimostrato molto affidabile, robusto e affidabile, il suo telaio e la maggior parte degli altri componenti meccanici avrebbero continuato a essere utilizzati dai due camion successivi di GAZ, il GAZ-52/53 del 1961-1993 e poi il GAZ-3307/3309 del 1989-2020, insieme alle loro modifiche. Lo stesso telaio e motore sono stati utilizzati anche nei veicoli militari BTR-40, BRDM-1 e BRDM-2, oltre che in alcuni autobus.